# Endocarpio
En botánica, el endocarpio (o endocarpo) es la capa más interna del pericarpio, es decir, la parte del fruto que rodea a las semillas.
En las bayas, como el arándano o la grosella, el endocarpio es muy blando y contiene multitud de pequeñas semillas.
En los hesperidios, como las naranjas y limones, el endocarpio son gajos jugosos que contienen las pepitas y es la única parte consumida, pues el mesocarpio cítrico es una fibra blanca.
En las drupas, como melocotones y ciruelas, es leñoso y duro rodeando la única semilla. Se le llama coloquialmente carozo, cuesco, piñuelo, hueso o pepa, y botánicamente como pireno.
En las núculas, como los pistachos, el endocarpio suele ser una cáscara dura que se debe quitar para consumirlas.
En los pomos, como la manzana y la pera, el endocarpio es coriáceo.